# القعاقيع (حبيل جبر)

تعديل مصدري - تعديل

القعاقيع هي إحدى قرى عزلة حبيل جبر بمديرية حبيل جبر التابعة لمحافظة لحج، بلغ تعداد سكانها 8 نسمة حسب تعداد اليمن لعام 2004.